# Indian River (Michigan)
Indian River é uma Região censo-designada localizada no estado americano de Michigan, no Condado de Cheboygan.

## Demografia
Segundo o censo americano de 2000, a sua população era de 2008 habitantes.

## Geografia
De acordo com o United States Census Bureau tem uma área de
52,7 km², dos quais 33,3 km² cobertos por terra e 19,4 km² cobertos por água.

## Localidades na vizinhança
O diagrama seguinte representa as localidades num raio de 28 km ao redor de Indian River.